# Kalkraket
De kalkraket of Calepina (Calepina irregularis) is een eenjarige of tweejarige plant, die als enige soort behoort tot het geslacht Calepina van de kruisbloemenfamilie (Brassicaceae). Irregularis verwijst naar de bloem die twee korte en twee lange kroonbladen heeft. De soort staat op de Nederlandse Rode lijst van planten als zeer zeldzaam en stabiel of toegenomen. De kalkraket komt van nature voor in het Middellandse Zeegebied, West- en Midden-Europa en tot in West-Azië (Iran en Kaspische zee). Het aantal chromosomen is 2n = 14, 28 of 42.
De plant wordt 30 - 80 cm hoog en heeft een opstijgende of rechte stengel, die aan de voet sterk vertakt of onvertakt is. De plant vormt een wortelrozet. De wortelbladeren zijn bochtig-veerspletig of getand, 2 - 5 cm lang en 1 - 3 cm breed. De bladsteel is 2 - 5 cm lang. De stengelomvattende, afwisselend staande stengelbladeren zijn langwerpig, pijlvormig. De stengelbladen zijn 2 - 7 cm lang en 10 - 20 mm breed en hebben een gave of bochtig getande rand. De bladeren hebben bij de stengel spitse oortjes.
De plant bloeit van april tot in juli met witte bloemen. De bloemen staan in het begin dicht bij elkaar in een schermvormige tros. Na de bloei tot aan de zaadrijping verlengt de bloemstengel zich sterk en vormt dan uiteindelijk een tros. De omgekeerd-lancetvormige kroonbladen zijn niet evenlang. De twee kortste zijn ongeveer 2 mm lang en de twee andere 2,5 - 3 mm. De bloemstelen zijn 3 - 5 mm lang en verlengen zich na de bloei tot 5 - 10 mm. De tweeslachtige bloemen hebben vier langwerpige of eironde, 1,2 - 2 mm lange en 0,5 - 1 mm brede kelkbladen. De zes meeldraden zijn ongeveer 0,3 mm lang en hebben een eivormig helmhokje. De stamperdrager van de afzonderlijke vruchtbladen is 0,1 - 0,2 mm lang. De stempel is kopvormig.
De eenzadige vrucht is een afstaande of omhoog naar buitengebogen hauwtje met een 5 - 10 mm lange steel. Het ei- tot peervormige of ellipsoïde hauwtje is 2,5 - 4 mm lang en 2 - 3 mm breed en heeft een spitse top. Rijp is het hauwtje netvormig gerimpeld en heeft dan vier ribben. De snavel is 0,5 - 0,8 mm lang. De bruine, gladde, eivormige zaden zijn 1,3 - 1,6 mm lang.
De plant groeit op droge, vrij voedselarme, kalkrijke grond in akkerranden, open plekken in kalkgrasland en omgewerkte grond.

## Namen in andere talen
- Duits: Wendich
- Engels: White ball mustard
- Frans: Calépine irrégulière, Calépine